# Kaffirs de Sri Lanka
Els Kaffirs de Sri Lankan (cafrinhas en portuguès, කාපිරි kāpiriyō en Sinhalès, i காப்பிலி kāpili en Tamil) és un grup ètnic de Sri Lanka que descendeix parcialment de comerciants portuguesos que van arribar a l'illa a partir del segle xvi i d'esclaus bantu que van portar perquè treballessin com a peons i soldats per lluitar contra el reisSingalesos. Són molt similars als descendents dels Zanj d'Iraq i Kuwait, i dels que al Pakistan es coneixen com a sheedis i els Siddis de l'Índia. El Kaffirs parlavenuna llengua criolla basada en el portuguès, i el "el kaffir srilankès" (ara està extint). El seu patrimoni cultural inclou els estils de ball com el Kaffringna i el Manja i els balls tradicionals Baila.
El 2009 hi havia uns mil kaffirs a Sri Lanka i el 2005 uns pocs milers.

## Etimologia
La paraula Kaffir és un terme anglès obsolet que havia estat utilitzat per designar nadius l'Àfrica dels Llacs Grans i de les costes d'Àfrica del sud. A Sud-àfrica, la paraula "Kaffir" deriva de la paraula procedent de l'àrab kafir, "no creient".

## Història
Els kaffirs tenen una història oral mantinguda per famílies que són descendents d'esclaus d'origen africà. Tot i que els àrabs havien estat els comerciants d'esclaus originals que portaven esclaus de la zona dels Grans Llacs, després els colonialistes europeus van portar esclaus bantu cap el subcontinent Indi. Tot i que només s'ha conservat documentació oficial fragmentada, la recent promoció pública de la seva música i dansa tradicional han fet que la resta de ceilanesos coneguin la història dels kaffirs.
Hi ha documents que indiquen que els comerciants portuguesos van portar els siddis al subcontinent indi fa entre 300 i 500 anys. El Kaffirs va ser portats a Sri Lanka per comerciants àrabs per que fossin força laboral entre els segles IX i XIX.
Els portuguesos, holandesos i britànics van utilitzar els kaffirs com a part de les seves forces navals i com a treballadors domèstics. Quan els colonialistes holandesos van arribar al voltant del 1600, el kaffirs treballaven en plantacions de canyella al llarg de la costa del sud i alguns s'havien assentat en el regne de Kandy. Hi ha treballs històrics que suggereixen que els esclaus kaffirs foren utilitzats com soldats per lluitar contra els reis de Sri Lanka, segurament en la Guerra Sinhalesa–portuguesa, (Batalla de Mulleriyawa (1562), Batalla de Randeniwela (1630) i batalla de Gannoruwa (1638)).

## Demografia
Els descendents dels esclaus emancipats kaffirs encara formen una comunitat distintiva que viu sobretot als antics territoris ocupats pels colonialistes portuguesos, sobretot a prop de Puttalam, a la Província Occidental del nord de Sri Lanka però també en zones com Trincomalee, Batticaloa i Negombo. Hi ha hagut contactes entre els kaffirs i els burghers, comunitats d'ascendència europea que viuen a la costa oriental de Sri Lanka.

## Religió
Els Kaffirs de Sri Lanka al principi creien en Religions africanes tradicionals i en l'islam però a l'actualitat són catòlics o budistes.

## Cultura
La cultura kaffir està relacionada directament amb la dels seus avantpassats dels Grans Llacs, però està desapareixent.

### Música
El baila és una forma de dansa popular de Sri Lanka, que van iniciar fa segles els kaffirs. Té els seus orígens en música tradicional africana de la costa d'Àfrica oriental que més tard es va barrejar amb instruments europeus i ritmes orientals i occidentals, sobretot ritmes espanyols i de la música folk del nord d'Europa.

### Llengua
Els kaffirs parlaven un idioma crioll basat en el portuguès. Aquesta llengua extinta es coneix amb el nom de kaffir de Sri Lanka. Aquesta llengua és diferent del crioll portuguès de Sri Lanka.